# My (EP)
MY es el primer EP en solitario de la cantante surcoreana Miyeon, miembro del grupo (G)I-dle. Fue lanzado por Cube Entertainment el 27 de abril de 2022. El miniálbum consta de seis canciones, incluyendo su sencillo principal titulado «Drive».

## Antecedentes y lanzamiento
El 6 de abril de 2022, el medio de comunicación surcoreano Newsen informó que Miyeon lanzaría su primer miniálbum en solitario a finales de ese mismo mes. En respuesta a la noticia, su agencia, Cube Entertainment, confirmó la noticia. Dos días más tarde, el 8 de abril a la medianoche, las cuentas sociales oficiales del grupo compartieron el primer adelanto de su próximo miniálbum en solitario a través de un póster, que llevaría por título MY, confirmando que se lanzará el día 27 de abril a las 18:00 hrs. (KST).
El 11 de abril de 2022, fue publicado el calendario de lanzamientos asociados al nuevo álbum. El 14 de abril fue publicada la lista de canciones del nuevo álbum, confirmando que este contendría seis canciones, incluyendo su sencillo principal que lleva por título «Drive».

## Lista de canciones
| CD / Descarga digital |                        |                                        |                                                                            |                                                            |          |  |
| N.º                   | Título                 | Letras                                 | Música                                                                     | Arreglos                                                   | Duración |  |
| 1.                    | «Rose»                 | Honey Pot, BenAddict (CLEF), CLEF CREW | BenAddict (CLEF), Choi Min-jun (CLEF), Lee Jung-woo (CLEF), CLEF CREW      | Choi Min-jun (CLEF), Lee Jung-woo (CLEF), BenAddict (CLEF) | 3:20     |  |
| 2.                    | «Drive»                | Yeul (1by1)                            | Lee Min-young (EastWest), Yeul (1by1)                                      | Lee Min-young (EastWest), Yeul (1by1)                      | 3:21     |  |
| 3.                    | «Softly»               | Brother Su                             | dress, Belle                                                               | dress                                                      | 3:57     |  |
| 4.                    | «Te Amo»               | Lee Seu-ran                            | Julia Michaels, Ferras, David Umbree (Optimist), Karrad Kritzstein, Raiden | Optimist, Jarrad K., Raiden                                | 4:16     |  |
| 5.                    | «Charging» (ft. Junny) | Kim Jina                               | dress, Belle, JONGHAN                                                      | dress                                                      | 3:42     |  |
| 6.                    | «소나기 (Shower)»      | Miyeon                                 | Yuqi, Siixk Jun                                                            | Siixk Jun                                                  | 3:07     |  |
| 21:43                 |                        |                                        |                                                                            |                                                            |          |  |

## Historial de lanzamiento
| País          | Fecha               | Formato                       | Sello                                |
| ------------- | ------------------- | ----------------------------- | ------------------------------------ |
| Corea del Sur | 27 de abril de 2022 | CD Descarga digital streaming | Cube Entertainment, Republic Records |